# Hermannia gracilis
Hermannia gracilis är en kvalsterart som beskrevs av Woas 1978. Hermannia gracilis ingår i släktet Hermannia och familjen Hermanniidae. Inga underarter finns listade i Catalogue of Life.